# Tegira

Mapa de ciudades de la antigua Beocia. Tegira se situaba en la parte norte de la región, cerca de Orcómeno.

Tegira (en griego, Τεγύρα) es el nombre de una antigua ciudad griega de Beocia.
Se trata del lugar donde se desarrolló una batalla en la que los tebanos, dirigidos por Pelópidas, derrotaron a los espartanos en el año 375 a. C.
También se hallaba allí un oráculo con un templo de Apolo que llegó a gozar de gran prestigio donde, según Plutarco, Equécrates era el que daba los oráculos. Cerca de él había un monte llamado Delos y existía una tradición minoritaria según la cual este fue el verdadero lugar de nacimiento de Apolo en lugar de la isla de Delos.